# Centrul Medical Unirea
Centrul Medical Unirea a fost o companie furnizoare de servicii medicale din România. În anul 2011, după preluarea pachetului majoritar de acțiuni de către Advent International, Centrul Medical Unirea a devenit Rețeaua Privată de Sănătate REGINA MARIA.
Centrul Medical Unirea a fost fondat în anul 1995 de medicul cardiolog Wargha Enayati și a atras, la începutul anului 2007, ca acționar minoritar fondul 3i Plc din Marea Britanie.
CMU și-a desfășurat activitatea în 10 policlinici multidisciplinare în București, și în colaborare cu peste 130 de clinici partenere în țară. Clinica era specializată pe furnizarea de servicii medicale integrate în sistem de arondare companii, și deținea un număr de 75.000 de arondați.
Rețeaua CMU era formată în februarie 2011 din cinci spitale (patru în București - CMU Dorobanți, CMU Arcul de Triumf, maternitatea CMU Regina Maria, Euroclinic, respectiv unul în Brașov) și 23 de policlinici.

## Istoric
A intrat pe piața din provincie a serviciilor medicale la începutul anului 2008, prin cumpărarea unei participații de 49% la Centrul Medical Moților din Cluj-Napoca, primul pas al unei serii de achiziții și proiecte greenfield menite să extindă serviciile Centrului Medical Unirea la nivel național.
În aprilie 2008 a inaugurat prima policlinică pediatrică, în București – CMU Kids, iar în mai 2008, a deschis Centrul de Diagnostic și Tratament din Băneasa.

### Achiziții, investiții
În august 2008, Centrul Medical Unirea a achiziționat 50% din acțiunile grupului AvaMedica, pentru suma de 700.000 de euro. În decembrie 2009, a achiziționat 51% dintr-o clinică din Bacău, într-o tranzacție de un milion de euro.
Cea mai mare investiție realizată de firmă a fost cea de 5,5 milioane euro în Maternitatea Regina Maria, deschisă în decembrie 2008.
În septembrie 2009, CMU a preluat spitalul și clinicile Euroclinic de la grupul Eureko.
Rețeaua Euroclinic era formată la momentul preluării dintr-un spital privat, trei policlinici și un laborator.
În februarie 2010, compania și-a lansat un sediu medical în platforma Second Life.
Compania intenționa să deschidă primul spital greenfield specializat pe chirurgie din București, planificat a fi inaugurat în vara-toamna anului 2011, în cadrul unei investiții de 10 milioane de euro.

### Advent International
În februarie 2010, pachetului de acțiuni de 80% a fost preluat de către fondul de investiții Advent International, valoarea tranzacției depășind 40 milioane de euro. După preluarea pachetului de acțiuni de către Advent International, Centrul Medical Unirea a devenit în anul 2011 Rețeaua privată de sănătate Regina Maria.

## Cifra de afaceri
| Anul          | 2010 | 2009 | 2008 | 2007 |
| ------------- | ---- | ---- | ---- | ---- |
| milioane euro | 30   | 16,4 | 10,9 | 8    |